# Gervase Mathew
Pour les articles homonymes, voir Mathew.
Gervase Mathew est un prêtre catholique et professeur d'université britannique né le 14 mars 1905 à Barnstaple et mort le 4 avril 1976. Membre de l'ordre dominicain, il enseigne à Blackfriars Hall, à l'université d'Oxford.

## Biographie
Anthony Gervase Mathew est le deuxième fils d'un avocat. Son frère aîné, David Mathew (en), fait également carrière dans les ordres. Leur père assure lui-même leur éducation avant de les envoyer au Balliol College de l'université d'Oxford, puis à la British School at Athens. Il rejoint l'Ordre des Prêcheurs en 1928 avant d'être ordonné prêtre en 1934.
À Oxford, Mathew enseigne divers sujets à Blackfriars Hall, le département des dominicains, dont la théologie et l'histoire moderne. Ses intérêts sont nombreux, de l'histoire de l'Empire byzantin (il est lecteur en études byzantines de l'université d'Oxford de 1947 à 1971) à l'art africain (il accompagne son frère dans les colonies britanniques d'Afrique dans les années 1940-1950) en passant par l'Angleterre médiévale, l'histoire et l'archéologie en général. Il appartient également aux Inklings, groupe de discussion informel rassemblé autour de C. S. Lewis.